# Панищів
Пани́щів (пол. Paniszczów) — колишнє село Бещадського повіту Підкарпатського воєводства Республіки Польща. Колишнє бойківське село, у рамках договору обміну територіями 1951 року все українське населення насильно переселено.

## Назва
У ході кампанії ліквідації українських назв село в 1977—1981 рр. називалось Устронь (пол. Ustroń).

## Історія села
У 1772-1918 рр. село було у складі Австро-Угорської монархії, у провінції Королівство Галичини та Володимирії. У 1886 році село належало до Ліського повіту, налічувалось 75 будинків і 5 у двох фільварках та 536 мешканців (466 греко-католиків, 32 римо-католиків, 29 юдеїв).
У 1919-1939 рр. — у складі Польщі. Село належало до Ліського повіту Львівського воєводства, у 1934-1939 рр. входило до складу ґміни Чорна. На 01.01.1939 в селі було 1220 жителів, з них 1110 українців-грекокатоликів, 30 українців-римокатоликів, 10 поляків і 70 євреїв.
У 1940-1951 рр. село належало до Нижньо-Устрицького району Дрогобицької області, була Панищівська сільрада.
В рамках договору обміну територіями 1951 року все українське населення насильно виселене до Миколаївської області.

## Церква Святої Параскеви
У XIX ст. в селі була греко-католицька церква Святої Параскеви.
В 1926 р. збудована нова дерев’яна церква Преп. М. Параскеви, була філіяльною церквою парафії Хревт Лютовиського деканату Перемишльської єпархії УГКЦ, зараз зруйнована. 